# Jørgen Jensen (Radsportler)
Jørgen Jensen (* 6. Januar 1947 in Odense; † 4. März 2015 ebenda) war ein dänischer Radrennfahrer und nationaler Meister im Radsport.

## Sportliche Laufbahn
Jensen war im Bahnradsport aktiv. Er war Teilnehmer der Olympischen Sommerspiele 1968 in Mexiko-Stadt. Im Tandemrennen schied er mit Per Sarto Jørgensen als Partner in den Vorläufen aus. 
Später war er als Funktionär im Eishockey und Vereinspräsident des „Odense Ice Hockey Club“ tätig.